# گرووتاون (جورجیا)
گروتن، جورجیا (به انگلیسی: Grovetown, Georgia) یک شهر در ایالات متحده آمریکا با جمعیت ۱۱٬۲۱۶ نفر است که در جورجیا واقع شده‌است.

## موقعیت جغرافیایی
موقعیت جغرافیایی شهرها و مناطق اطراف به شرح زیر است: